# Pontiac
Pontiac fue una marca de automóviles producidos por General Motors (GM) vendidos en los Estados Unidos, Canadá y México desde 1926 hasta 2010. En la línea de marcas de GM, era una división intermedia con un enfoque hacia los modelos deportivos y de rendimiento a un precio razonable.
Modelos como su primer vehículo utilitario deportivo (SUV) Torrent, el G6 o el descapotable Solstice, fueron los últimos producidos por esta compañía.

## Historia

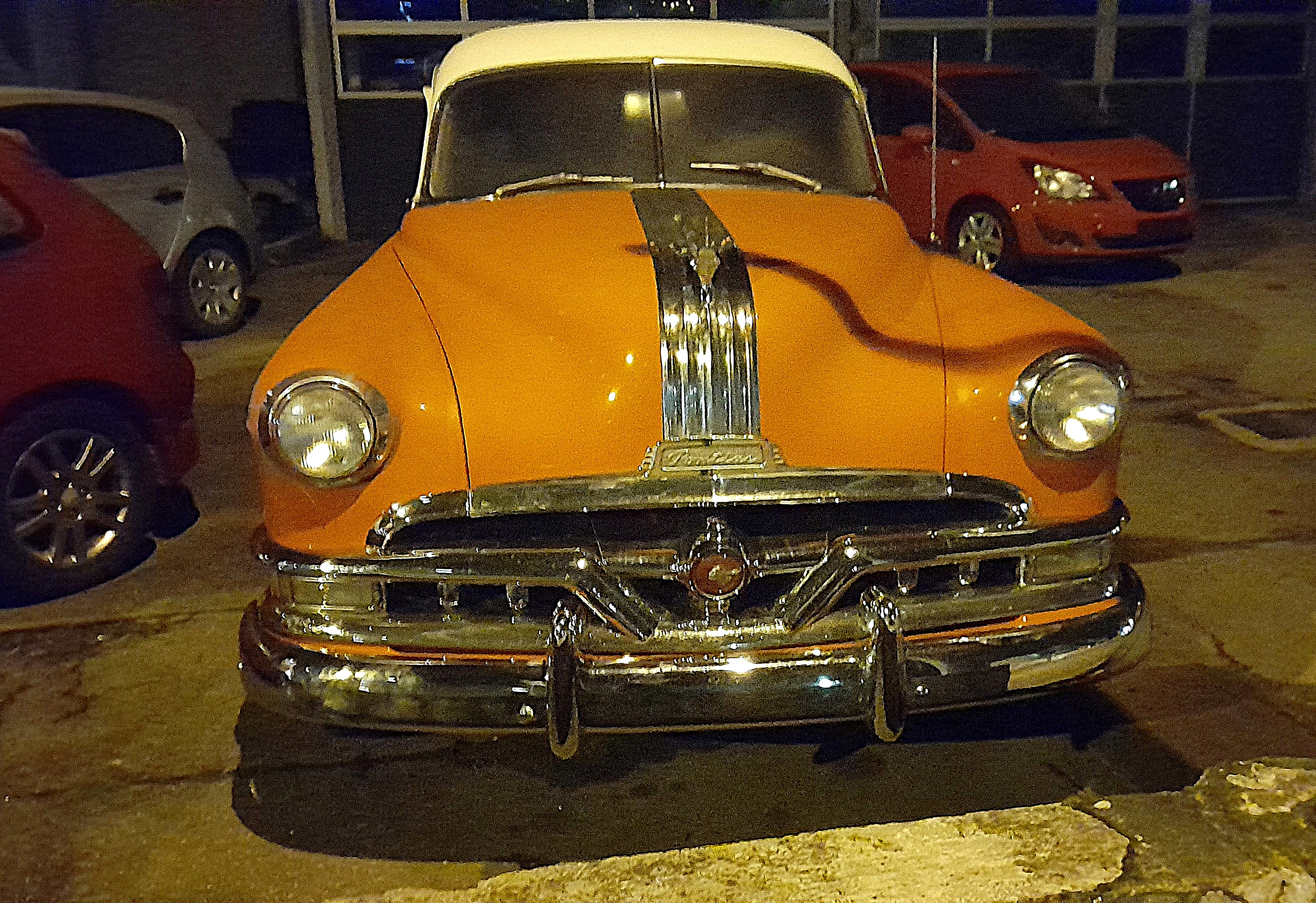
Chieftain en 2015

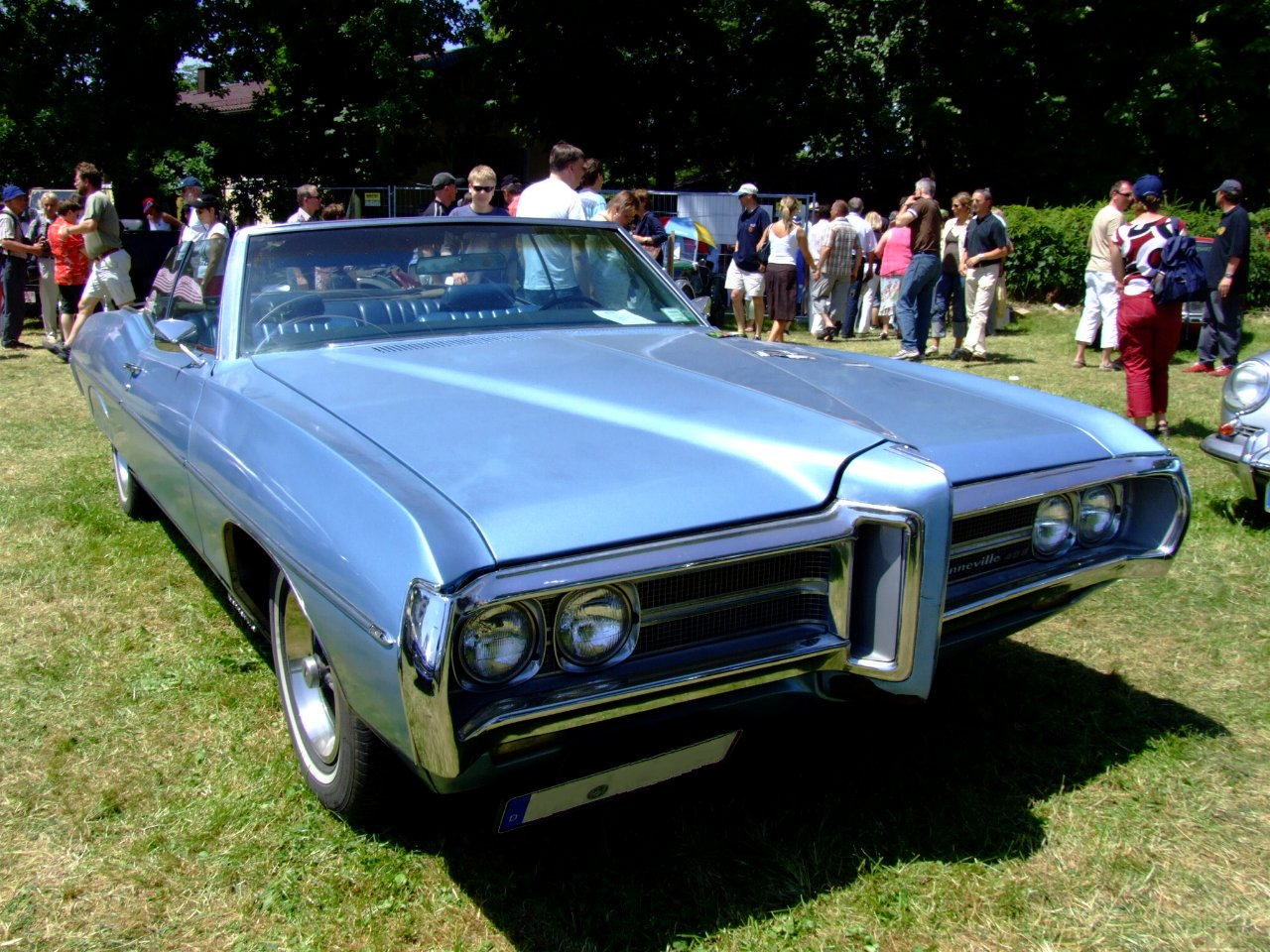
Bonneville de 1969

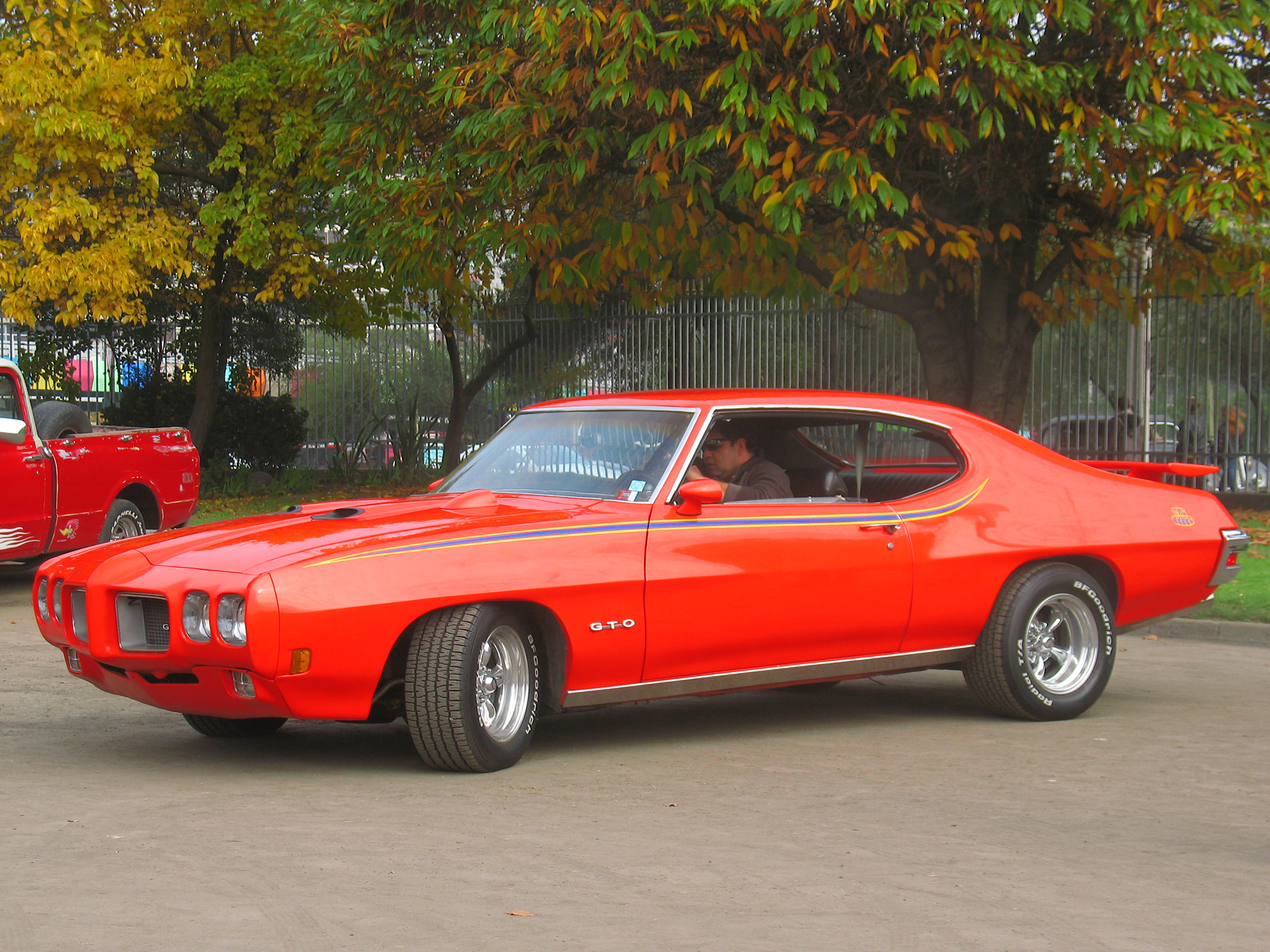
GTO The Judge de 1970

La marca fue introducida en 1926 como subsidiaria Oakland Motor Car de GM. El nombre Pontiac ya había sido usado por otro fabricante en 1906, pero este desapareció.
El primer Pontiac de GM fue concebido como un modelo asequible de seis cilindros para competir con otros modelos más caros de cuatro cilindros. Después de meses de producción, sobrepasó en ventas a Oakland. Debido a que las ventas de Pontiac subían y las de Oakland continuaban cayendo, Pontiac se convirtió en la única subsidiaria en sobrevivir a su compañía madre.
El logotipo original, que fue usado hasta 1956 y fue sustituido posteriormente por el último más reciente, que originalmente quería representar la cabeza de una flecha nativa.
Desde la introducción del modelo Bonneville en 1957, Pontiac había sido conocida por ofrecer modelos de mayor rendimiento que los Chevrolet, pero a un precio menor que sus equivalentes de Buick y Oldsmobile.
El GTO fue introducido en 1964 como un paquete opcional del Tempest/Le Mans, que era uno de los modelos más conocidos de la marca por iniciar la era de los muscle cars de tamaño completo, que hizo que otras marcas lanzaran modelos equivalentes, tales como el Buick Skylark, Chevrolet Chevelle, Oldsmobile 442, Plymouth Road Runner y Dodge Charger.
El Firebird, introducido en 1967, seis meses después que su hermano de plataforma, el Chevrolet Camaro, pero tenían niveles de equipamiento y motorizaciones totalmente distintas, ya que eran coches medianos con una potencia inusual para sus dimensiones. Originalmente estaba diseñado para competir contra el Ford Mustang y su hermano el Mercury Cougar, el Dodge Challenger y su equivalente el Plymouth Barracuda, pero para la época en la que salieron, los compradores estaban cambiando de coches con tracción trasera y grandes motores V8 a tracción delantera de cuatro o seis cilindros.
La autodenominada división de rendimiento de General Motors Pontiac tenía muchos modelos en sus clases respectivas. El último Pontiac GTO era una versión del Holden Monaro y estaba equipado con un potente V8 GM LS2 de bloque pequeño de cuarta generación de 364 pulgadas cúbicas (6 litros) con una potencia de 400 HP (406 CV; 298 kW), compartido con el Chevrolet Corvette de sexta generación. También tenía el G6 que venía en tres versiones: cupé, descapotable y sedán, así como su primer SUV Torrent, basado en el Chevrolet Equinox y el biplaza descapotable Solstice, eran unos de los últimos modelos que se ofrecían.

## Cierre
El 27 de abril de 2009, el entonces presidente de General Motors anunció que la venta de los vehículos Pontiac se detendría en 2010, como efectivamente ocurrió, como parte de una estrategia encaminada a obtener mayores recursos del gobierno federal para enfocarse en sus cuatro marcas restantes en el mercado estadounidense: Chevrolet, GMC, Cadillac y Buick.
Durante 2009 se fue parando la producción de los modelos que todavía se fabricaban, de manera que durante 2010 solamente se pudo comprar el modelo Pontiac G6, exclusivamente para flotas de empresa, hasta que se agotaron las existencias y se certificó el fin de la marca.
Unos 21 000 trabajadores perdieron su empleo como resultado de esta estrategia. No se hizo pública ninguna información referente al futuro de ellos, ni sobre el apoyo que recibieron ni a dónde pudieron ir a buscar otro empleo después de esta decisión.
Pontiac México anunció que seguirá cumpliendo con el respaldo solamente de los coches y la garantía General Motors, así como en asegurar el abasto de las refacciones y la continuidad en las operaciones de servicio.
Los vehículos de la marca Buick se vendían en las mismas distribuidoras que Pontiac en los Estados Unidos. La marca ya había tenido presencia en México, aunque modesta, ya que entre mediados de los años 1980 y 1990, se comercializó el Buick Century, que era manufacturado en la planta de GM en Ramos Arizpe, Coahuila.

## Modelos
En orden alfabético:
- 2+2 (1964-1970)
- 2000 Sunbird (1983-1984)
- 6 (1926-1932, 1935-1940)
- 6000 (1982-1999)
- Acadian (1976-1987, Canadá)

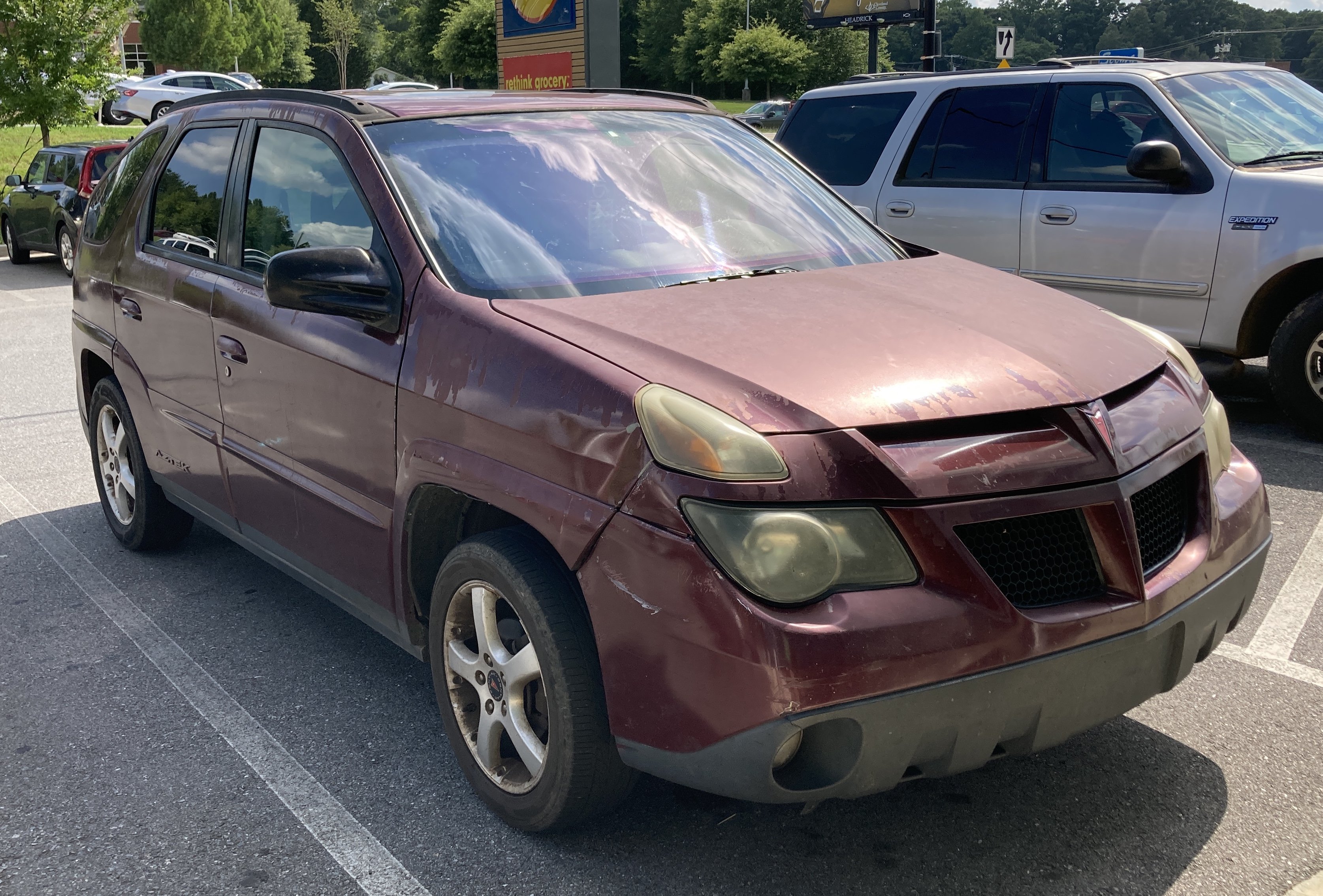
Aztek

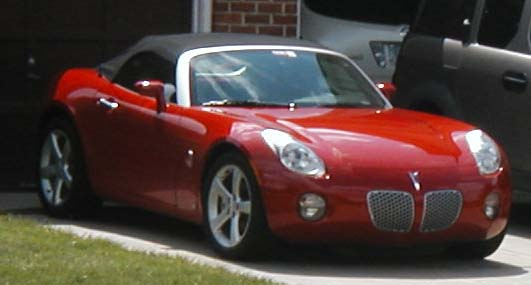
Solstice GXP de 2006

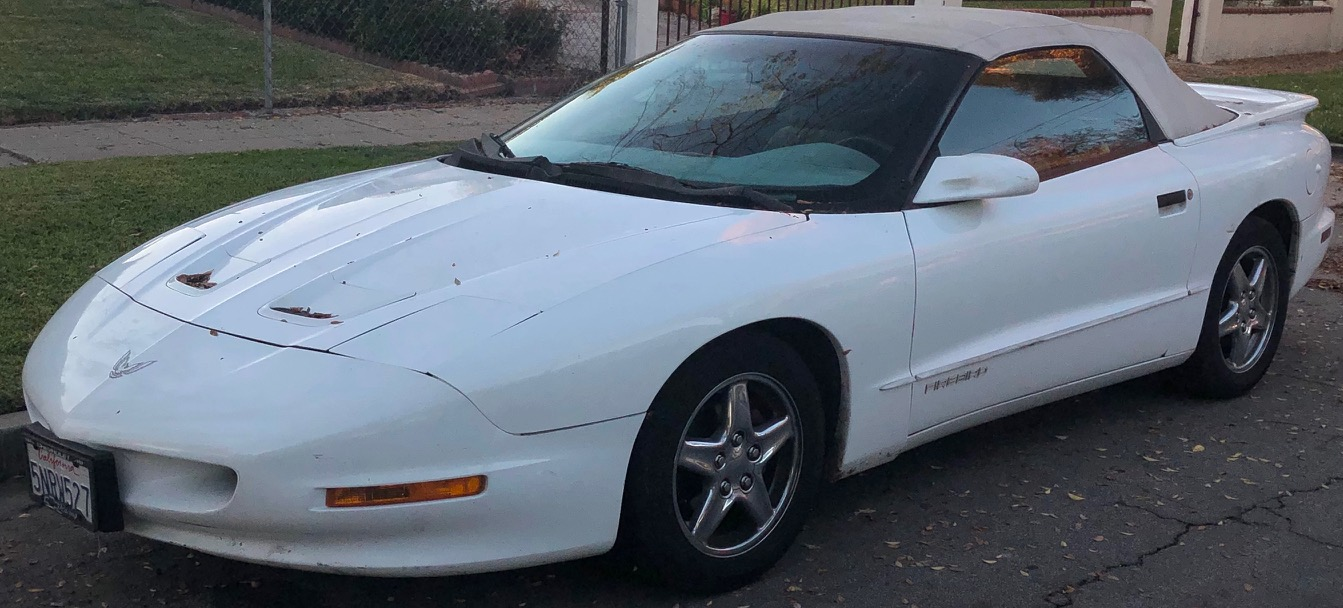
Firebird

- Astre (1975-1977; 1973-1977 Canadá)
- Banshee (1964-1992)
- Bonneville (1957-2005)
- Catalina (1959-1981)
- Chieftain (1950-1958)
- Custom S (1969)
- De-Lux (1937)
- Executive (1967-1970)
- Fiero (1984-1988)
- Firebird Trans-Am (1967-2002)
- Firefly (1985-2001, Suzuki Swift)
- Aztek (2001-2005)
- G2 (Chevrolet Matiz)
- G3 (Chevrolet Aveo)
- G5 (2005-2010, Chevrolet Cobalt)
- G6 (2004-2009)
- G6 (2007-2009) (Holden Commodore)
- Grand Am (1973-1975, 1978-1980, 1985-2006)
- Grand Prix (1962-)
- Grand Safari (1971-1977)
- Grand Ville (1971-1975)
- Grande Parisienne (1966-1969, Canadá)
- GTO (1964-1974, 2004-2006)
- J2000 (1982)
- Laurentian (1955-1981, Canadá)
- LeMans (1962-1981, 1989-1994)
- Montana (1999-2005)
- Montana SV6 (2005-2008)
- Parisienne (1983-1986; 1958-1986, Canadá)
- Pathfinder (1955-1958, Canadá)
- Phoenix (1977-1984)
- Pursuit (2005-2006, Canadá)
- Safari (1955-1989)
- Silver Streak
- Solstice (2006-2009)
- Star Chief (1954-1966)
- Star Chief Executive (1966)
- Strato-Chief (1955-1970, Canadá)
- Streamliner
- Sunbird (1975-1980, 1985-1994)
- Sunburst (1985-1989)
- Sunfire (1995-2005)
- Sunrunner (1994-1997, Geo Tracker)
- Super Chief (1957-1958)
- T1000 (1981-1987)
- Tempest (1961-1970, 1987-1991, Canadá)
- Torrent (2006-2009)
- Trans Sport (1990-1998)
- Ventura y Ventura II (1960-1970, 1971-1972, 1973-1977)
- Vibe (2003-2009)
- Wave (2004-2009, Daewoo Kalos)